# Срібний сертифікат (США)

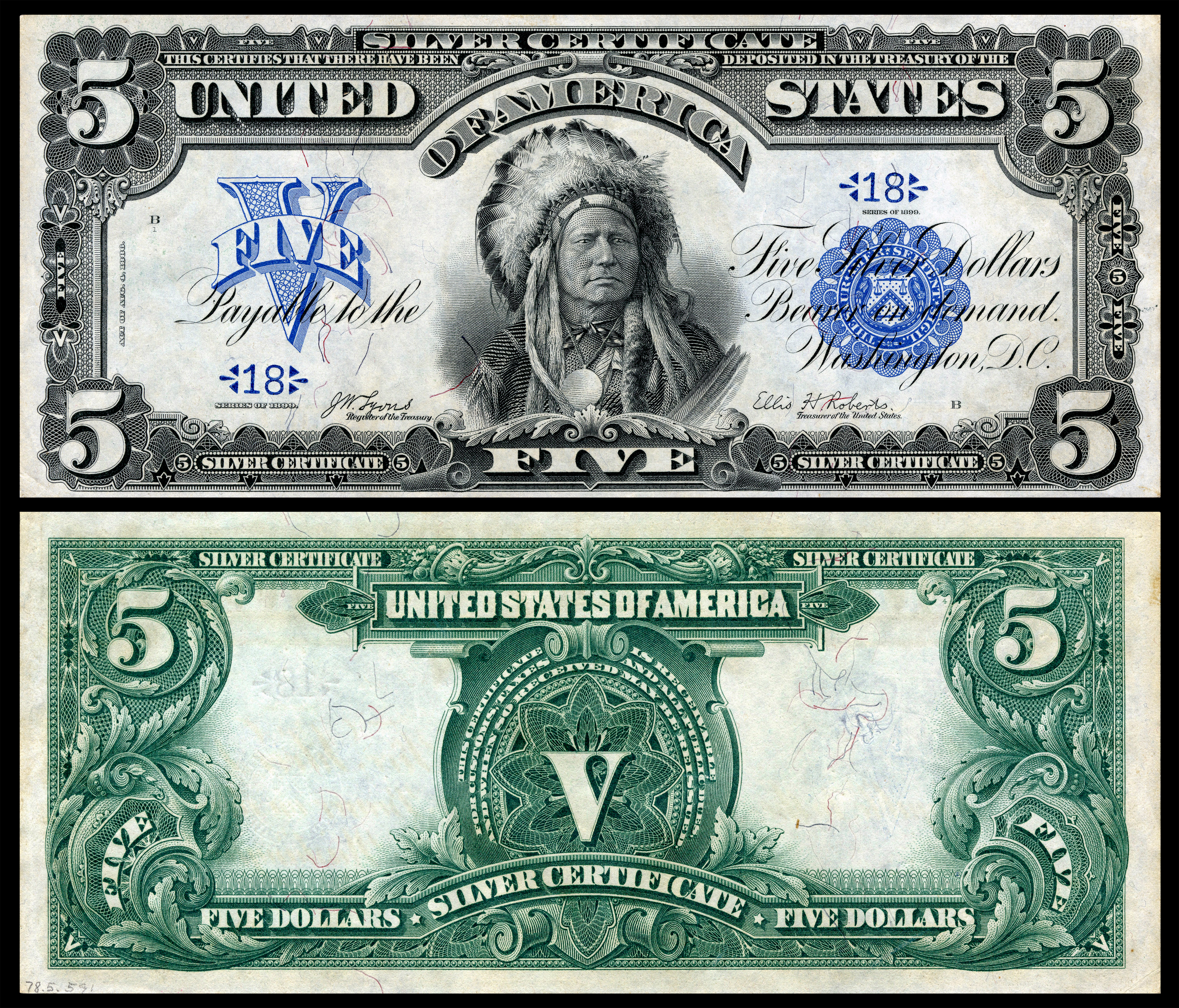
П'ятидоларовий срібний сертифікат 1899 року із зображенням американського індіанця.

Срібний сертифікат — вид паперових грошей, який випускався Казначейством США в 1878–1968 рр. Могли бути обмінені на срібні злитки або срібні монети, в цілому мали той же вигляд, що і звичайні долари, але замість напису «банкнота Федеральної резервної системи» («Federal Reserve Note») мали напис «срібний сертифікат» та печатку синього, а не зеленого, кольору на аверсі. Після 1968 року як і раніше використовуються і є законним платіжним засобом, але підлягають поступовому вилученню з обігу.